# Psaume 55 (54)

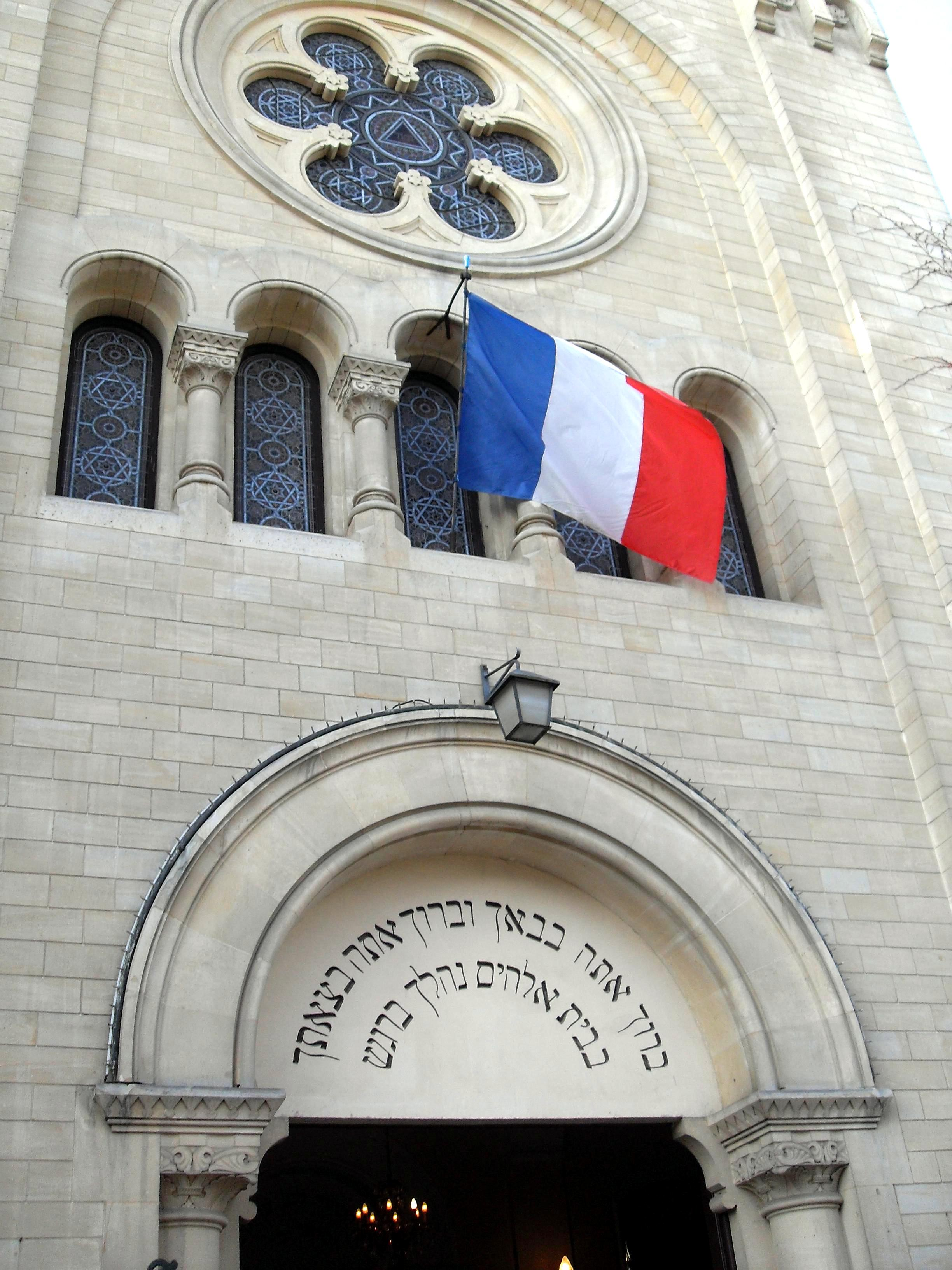
Façade de la synagogue de Versailles pavoisée à l'occasion de la Journée nationale du souvenir des victimes et des héros de la déportation, le 25 avril 2010. Au-dessus du portail sont inscrits en hébreu les versets bibliques Deutéronome 28:6 et Psaumes 55,15b : Béni sois-tu lors de ton entrée et béni sois-tu lors de ta sortie Allons en émoi dans la maison de Dieu.

Le psaume 55 (54 selon la numérotation grecque) est une complainte dans laquelle l'auteur se désole, car il est entouré d'ennemis, et l'un de ses plus proches amis l'a trahi. 

## Contexte
Le psaume 55 est similaire au Psaume 41, en particulier le verset 41:9: "Celui-là même avec qui j’étais en paix, qui avait ma confiance et qui mangeait mon pain, lève le talon contre moi." (traduction de Louis Segond).
L'introduction identifie le psaume comme un maskil (une instruction) et l'associe à David. L'auteur, anonyme, est peut-être un Israélite résidant dans une ville étrangère, et le faux ami pourrait être un autre Israélite qui y vit également. Cette interprétation est particulièrement plausible si la deuxième partie du verset 24 est traduit par "les hommes des idoles et figurines", comme suggéré par Hermann Gunkel, plutôt que "les hommes de sang et de fraude.".
Saint Jérôme, dans la Vulgate, intitule le psaume "Vox Christi adversus magnatos Judaeorum et Judam traditorem", qui peut être traduit "La voix du Christ contre les chefs des Juifs et le traître Judas".

## Texte
Le psaume se divise en trois sections. Dans un commentaire qu'il écrit en 1901, Alexander Kirkpatrick nomme les thèmes des sections: du désespoir, de l'indignation et de la confiance, respectivement. La première section (versets 1-8) commence par un appel désespéré à Dieu pour la délivrance (versets 1-3), puis le psalmiste décrit son angoisse et son désir de paix. Les versets 9 à 15 sont une véhémente dénonciation des ennemis de l'auteur, en particulier un individu, décrit comme "mon égal" et "mon ami", qui s'est retourné contre le psalmiste (versets 12-14). Cette deuxième section se termine par le souhait du narrateur que ses ennemis soient engloutis vivants dans le Shéol, une possible allusion au sort de Coré. La dernière section (versets 16-23) est une méditation confiante sur la justice de Dieu. Le psalmiste est sûr que Dieu va le sauver et détruire les méchants.
| 1  | לַמְנַצֵּחַ בִּנְגִינֹת, מַשְׂכִּיל לְדָוִד.                                                 | Au chef des chantres. Avec instruments à cordes. Cantique de David. | In finem, in carminibus. Intellectus David. |
| 2  | הַאֲזִינָה אֱלֹהִים, תְּפִלָּתִי; וְאַל-תִּתְעַלַּם, מִתְּחִנָּתִי.                                   | Ô Dieu ! prête l’oreille à ma prière, et ne te dérobe pas à mes supplications !                                                                                          | Exaudi, Deus, orationem meam, et ne despexeris deprecationem meam:                                                                                      |
| 3  | הַקְשִׁיבָה לִּי וַעֲנֵנִי; אָרִיד בְּשִׂיחִי וְאָהִימָה.                                       | Écoute-moi, et réponds-moi ! J’erre çà et là dans mon chagrin et je m’agite,                                                                                             | intende mihi, et exaudi me. Contristatus sum in exercitatione mea, et conturbatus sum                                                                   |
| 4  | מִקּוֹל אוֹיֵב--מִפְּנֵי, עָקַת רָשָׁע: כִּי-יָמִיטוּ עָלַי אָוֶן, וּבְאַף יִשְׂטְמוּנִי.                 | à cause de la voix de l’ennemi et de l’oppression du méchant ; car ils font tomber sur moi le malheur, et me poursuivent avec colère.                                    | a voce inimici, et a tribulatione peccatoris. Quoniam declinaverunt in me iniquitates, et in ira molesti erant mihi.                                    |
| 5  | לִבִּי, יָחִיל בְּקִרְבִּי; וְאֵימוֹת מָוֶת, נָפְלוּ עָלָי.                                    | Mon cœur tremble au dedans de moi, et les terreurs de la mort me surprennent ;                                                                                           | Cor meum conturbatum est in me, et formido mortis cecidit super me.                                                                                     |
| 6  | יִרְאָה וָרַעַד, יָבֹא בִי; וַתְּכַסֵּנִי, פַּלָּצוּת.                                         | la crainte et l’épouvante m’assaillent, et le frisson m’enveloppe. | Timor et tremor venerunt super me, et contexerunt me tenebrae.                                                                                          |
| 7  | וָאֹמַר--מִי-יִתֶּן-לִי אֵבֶר, כַּיּוֹנָה: אָעוּפָה וְאֶשְׁכֹּנָה.                                 | Je dis : Oh ! si j’avais les ailes de la colombe, je m’envolerais, et je trouverais le repos ;                                                                           | Et dixi: Quis dabit mihi pennas sicut columbae, et volabo, et requiescam?                                                                               |
| 8  | הִנֵּה, אַרְחִיק נְדֹד; אָלִין בַּמִּדְבָּר סֶלָה.                                           | voici, je fuirais bien loin, j’irais séjourner au désert ; | Ecce elongavi fugiens, et mansi in solitudine. |
| 9  | אָחִישָׁה מִפְלָט לִי-- מֵרוּחַ סֹעָה מִסָּעַר.                                            | Je m’échapperais en toute hâte, plus rapide que le vent impétueux, que la tempête.                                                                                       | Exspectabam eum qui salvum me fecit a pusillanimitate spiritus, et tempestate.                                                                          |
| 10 | בַּלַּע אֲדֹנָי, פַּלַּג לְשׁוֹנָם: כִּי-רָאִיתִי חָמָס וְרִיב בָּעִיר.                              | Réduis à néant, Seigneur, divise leurs langues ! Car je vois dans la ville la violence et les querelles ;                                                                | Praecipita, Domine; divide linguas eorum: quoniam vidi iniquitatem et contradictionem in civitate.                                                      |
| 11 | יוֹמָם וָלַיְלָה--יְסוֹבְבֻהָ עַל-חוֹמֹתֶיהָ; וְאָוֶן וְעָמָל בְּקִרְבָּהּ.                            | elles en font jour et nuit le tour sur les murs ; l’iniquité et la malice sont dans son sein ;                                                                           | Die ac nocte circumdabit eam super muros ejus iniquitas; et labor in medio ejus,                                                                        |
| 12 | הַוּוֹת בְּקִרְבָּהּ; וְלֹא-יָמִישׁ מֵרְחֹבָהּ, תֹּךְ וּמִרְמָה.                                     | la méchanceté est au milieu d’elle, et la fraude et la tromperie ne quittent point ses places.                                                                           | et injustitia: et non defecit de plateis ejus usura et dolus.                                                                                           |
| 13 | כִּי לֹא-אוֹיֵב יְחָרְפֵנִי, וְאֶשָּׂא:לֹא-מְשַׂנְאִי, עָלַי הִגְדִּיל; וְאֶסָּתֵר מִמֶּנּוּ.                  | Ce n’est pas un ennemi qui m’outrage, je le supporterais ; ce n’est pas mon adversaire qui s’élève contre moi, je me cacherais devant lui.                               | Quoniam si inimicus meus maledixisset mihi, sustinuissem utique. Et si is qui oderat me super me magna locutus fuisset, abscondissem me forsitan ab eo. |
| 14 | וְאַתָּה אֱנוֹשׁ כְּעֶרְכִּי; אַלּוּפִי, וּמְיֻדָּעִי.                                           | C’est toi, que j’estimais mon égal, toi, mon confident et mon ami ! | Tu vero homo unanimis, dux meus, et notus meus: |
| 15 | אֲשֶׁר יַחְדָּו, נַמְתִּיק סוֹד; בְּבֵית אֱלֹהִים, נְהַלֵּךְ בְּרָגֶשׁ.                               | Ensemble nous vivions dans une douce intimité, nous allions avec la foule à la maison de Dieu !                                                                          | qui simul mecum dulces capiebas cibos; in domo Dei ambulavimus cum consensu.                                                                            |
| 16 | ישימות (יַשִּׁי מָוֶת), עָלֵימוֹ--יֵרְדוּ שְׁאוֹל חַיִּים: כִּי-רָעוֹת בִּמְגוּרָם בְּקִרְבָּם.            | Que la mort les surprenne, qu’ils descendent vivants au séjour des morts ! Car la méchanceté est dans leur demeure, au milieu d’eux.                                     | Veniat mors super illos, et descendant in infernum viventes: quoniam nequitiae in habitaculis eorum, in medio eorum.                                    |
| 17 | אֲנִי, אֶל-אֱלֹהִים אֶקְרָא; וַיהוָה, יוֹשִׁיעֵנִי.                                       | Et moi, je crie à Dieu, et l’Éternel me sauvera. | Ego autem ad Deum clamavi, et Dominus salvabit me. |
| 18 | עֶרֶב וָבֹקֶר וְצָהֳרַיִם, אָשִׂיחָה וְאֶהֱמֶה; וַיִּשְׁמַע קוֹלִי.                                 | Le soir, le matin, et à midi, je soupire et je gémis, et il entendra ma voix.                                                                                            | Vespere, et mane, et meridie, narrabo, et annuntiabo; et exaudiet vocem meam.                                                                           |
| 19 | פָּדָה בְשָׁלוֹם נַפְשִׁי, מִקְּרָב-לִי: כִּי-בְרַבִּים, הָיוּ עִמָּדִי.                              | Il me délivrera de leur approche et me rendra la paix, car ils sont nombreux contre moi.                                                                                 | Redimet in pace animam meam ab his qui appropinquant mihi: quoniam inter multos erant mecum.                                                            |
| 20 | יִשְׁמַע אֵל, וְיַעֲנֵם-- וְיֹשֵׁב קֶדֶם, סֶלָה:אֲשֶׁר אֵין חֲלִיפוֹת לָמוֹ; וְלֹא יָרְאוּ אֱלֹהִים.        | Dieu entendra, et il les humiliera, lui qui de toute éternité est assis sur son trône ; car il n’y a point en eux de changement, et ils ne craignent point Dieu.         | Exaudiet Deus, et humiliabit illos, qui est ante saecula. Non enim est illis commutatio, et non timuerunt Deum.                                         |
| 21 | שָׁלַח יָדָיו, בִּשְׁלֹמָיו; חִלֵּל בְּרִיתוֹ.                                              | Il porte la main sur ceux qui étaient en paix avec lui, il viole son alliance ;                                                                                          | Extendit manum suam in retribuendo; contaminaverunt testamentum ejus:                                                                                   |
| 22 | חָלְקוּ, מַחְמָאֹת פִּיו-- וּקְרָב-לִבּוֹ:רַכּוּ דְבָרָיו מִשֶּׁמֶן; וְהֵמָּה פְתִחוֹת.                    | sa bouche est plus douce que la crème, mais la guerre est dans son cœur ; ses paroles sont plus onctueuses que l’huile, mais ce sont des épées nues.                     | divisi sunt ab ira vultus ejus, et appropinquavit cor illius. Molliti sunt sermones ejus super oleum; et ipsi sunt jacula.                              |
| 23 | הַשְׁלֵךְ עַל-יְהוָה, יְהָבְךָ-- וְהוּא יְכַלְכְּלֶךָ:לֹא-יִתֵּן לְעוֹלָם מוֹט-- לַצַּדִּיק.                | Remets ton sort à l’Éternel, et il te soutiendra, il ne laissera jamais chanceler le juste.                                                                              | Jacta super Dominum curam tuam, et ipse te enutriet; non dabit in aeternum fluctuationem justo.                                                         |
| 24 | וְאַתָּה אֱלֹהִים, תּוֹרִדֵם לִבְאֵר שַׁחַת--אַנְשֵׁי דָמִים וּמִרְמָה, לֹא-יֶחֱצוּ יְמֵיהֶם;וַאֲנִי, אֶבְטַח-בָּךְ. | Et toi, ô Dieu ! tu les feras descendre au fond de la fosse ; les hommes de sang et de fraude n’atteindront pas la moitié de leurs jours. C’est en toi que je me confie. | Tu vero, Deus, deduces eos in puteum interitus. Viri sanguinum et dolosi non dimidiabunt dies suos; ego autem sperabo in te, Domine.                    |

## Analyse
Il est difficile de savoir si le psaume a été écrit par un ou plusieurs auteurs. Certains chercheurs suggèrent que les versets 12 à 14, 20-21 et 22 sont des fragments qui ont été insérées dans le texte original du psaume par un autre auteur.
Dans un article publié en 1999, Ulrike Bail utilise des méthodes d'interprétation intertextuelle et voit dans le psaume une référence au viol de Tamar.

## Usages liturgiques

### Dans le judaïsme
- Le verset 14 se trouve dans Pirkei Avot, au chapitre 6, n°3[15].
- Le verset 19 fait partie des prières récitées à l'office de Maariv après Motzei Shabbat[16].
- Le verset 24 se trouve dans le traité Pirkei Avot, au chapitre 5, n°22[17].

### Mise en musique
- Le psaume a été mis en musique par Felix Mendelssohn en 1844[18].
- Le compositeur tchèque Antonín Dvořák mis en musique les versets 1 à 8 dans ses Chants Bibliques (1894).
- Le compositeur hongrois Zoltán Kodály écrivit son Psaume Hongrois, Op. 13 en 1923, à partir du texte du psaume 55. Il adjoignit au texte des mentions de chagrin et de lamentation en écho à l'histoire du peuple hongrois, en paraphrasant le poète du XVIe siècle Mihály Vég (hu).